# Stazione di Bakurochō
La Stazione di Bakurochō (馬喰町駅?, Bakurochō-eki) è una stazione ferroviaria di Tokyo che serve la linea Sōbu Rapida della JR East. È collegata alle stazioni di Bakuro-yokoyama per la linea Shinjuku e di Higashi-Nihombashi per la linea Asakusa della Toei.

## Linee

### Treni
- East Japan Railway Company
  - ■ Linea Sōbu Rapida

## Struttura
La stazione è dotata di una banchina centrale a isola con due binari in sotterranea.
| 1 | ■ Linea Sōbu Rapida | per Tokyo, Shinagawa, Yokohama e Kamakura |
| 2 | ■ Linea Sōbu Rapida | per Tsudanuma, Chiba, Ohara e Kisarazu    |

## Stazioni adiacenti
| «                 | Servizio          | »                 |
| Linea Sōbu Rapida | Linea Sōbu Rapida | Linea Sōbu Rapida |
| ----------------- | ----------------- | ----------------- |
| Shin-Nihombashi   | Rapido            | Kinshichō         |
| Shin-Nihombashi   | Rap. Pendolari    | Kinshichō         |